# Armand Bourbon-Conti
Armand Bourbon-Conti (11. října 1629, Paříž – 26. února 1666, Pézenas, Languedoc) byl francouzský šlechtic, mladší syn knížete Jindřicha II. z Condé a Šarloty Markéty de Montmorency, dcery Jindřicha I. z Montmorency. Jeho bratrem byl vojevůdce Ludvík, známý jako le Grand Condé, a sestrou mu byla Anna Geneviève, vévodkyně z Longueville. Jako člen vládnoucího rodu Bourbonů byl princem královské krve.

## Mládí

Erb Armanda, knížete z Conti.

V době jeho narození v roce 1629 byl v jeho prospěch po patnácti letech obnoven titul knížete z Conti. S tímto titulem Armand zdědil také zámek de L'Isle-Adam s jeho statky, který přešel na jeho matku Šarlotu Markétu po smrti jejího bratra Jindřicha II. z Montmorency. Byl předurčen pro církev a studium teologie na univerzitě v Bourges, přesto však obdržel nějaká beneficia, včetně kláštera Cluny a Saint-Denis. Významně se podílel na intrikách a boji při povstání Frondy, v roce 1648 se stal vrchním velitelem povstalecké armády a v roce 1650 byl se svým bratrem Condém a švagrem Longuevillem uvězněn ve Vincennes.

## Život ve vězení
Údajný "mystik" a muž "plný podivných nápadů" propadl při pobytu ve vězení k lehkému šílenství. Tajně toužil po své sestře, vévodkyni z Longueville, a vymýšlel triky, aby si ho všimla. Nějakou dobu zkoušel alchymii a lektvary a nakonec se pohmoždil špachtlí. Tento úraz byl pro něj ale nakonec šťastným, protože už mu nemohla být odmítnuta externí pomoc lékařů, z nichž někteří předávali dopisy a prosby vnějšímu světu, což urychlilo jeho konečné propuštění.

## Pozdější život
Když odešel kardinál Mazarin do exilu, byl Armand propuštěn a přál si oženit se se Šarlotou Marií Lotrinskou (1627–1652), druhou dcerou Madame de Chevreuse, důvěrnice královny Anny Rakouské, zabránil mu v tom však jeho bratr Condé, který byl po kardinálově odchodu nejvýše postaveným mužem státu. V roce 1651 byl znepokojen Frondou, ale brzy nato se smířil s kardinálem Mazarinem a v roce 1654 se oženil s jeho neteří Annou Marií Martinozzi. Měli spolu dva syny, Ludvíka Armanda a Františka Ludvíka.
Armand převzal velení armády, která v roce 1654 vpadla přes Katalánsko do Španělska, kde zabral tři španělská města. Poté vedl francouzské síly v Itálii, ale po porážce před Alessandrií v roce 1657 odešel do Languedocu, kde se až do své smrti věnoval studiu a mystice.
Conti zemřel 26. února 1666 ve věku 36 let v Pézenas v Languedocu.

## Potomci
Z dvanáctiletého manželství s Annou Marií Martinozzi, dcerou Girolama Martinozzi a Laury Markéty Mazzarini (starší sestry karinála Mazarina), měl tři syny:
- 1. Ludvík Bourbon-Conti (*/† 1658)
- 2. Ludvík Armand I. Bourbon-Conti (30. 4. 1661 Paříž – 9. 11. 1685 Fontainebleau), kníže z Conti od roku 1666 až do své smrti
  - ⚭ 1680 Marie Anna de Conti (2. 10. 1666 Vincennes – 3. 5. 1739 Paříž)
- 3. František Ludvík Bourbon-Conti (30. 4. 1664 Paříž – 22. 2. 1709 tamtéž), kníže z Conti od roku 1685 až do své smrti, titulární polský král
  - ⚭ 1688 Marie Tereza Bourbonská (1. 2. 1666 Paříž – 22. 2. 1732 tamtéž)